# 봉업사명 청동북
봉업사명 청동북(奉業寺銘 靑銅金鼓)은 서울특별시 서대문구 연세대학교 박물관에 있는 고려시대의 불교공예품이다. 1973년 12월 31일 대한민국의 보물 제576호로 지정되었다.

## 개요
봉업사명 청동북(奉業寺銘 靑銅金鼓)은 반자란 절에서 사용하는 금속으로 만든 일종의 타악기이다. 금고 또는 금구라고도 하는데, 절에서 대중을 불러모으거나 급한 일을 알릴 때 사용한 도구이다.
이 반자는 지름 61cm, 너비 12.9cm로 비교적 큰 반자이고, 표면의 장식 문양도 특이하다. 3줄의 돌출선을 돌려 3개의 원으로 나누었다. 중심원에 9개의 둥글게 돌출된 연꽃 열매가 있고, 주변에 8장의 연꽃잎이 있다.
가운데 원에는 24장의 연꽃잎을 새겼고, 바깥쪽 원에는 네 곳에 구름 무늬가 있으며, 가장 자리에 꽃봉오리 무늬가 새겨져있다. 옆면에는 중간에 돌출선을 돌리고 그 선 위에 3개의 고리를 달아 매달 수 있게 하였고, 고려 고종 4년(1217)에 만들어진 반자임을 알 수 있게 하는 글씨가 있다.
무늬의 선은 약하게 새겨져 있으나, 배치에 있어 새로운 양상을 보여주는 반자이다.

## 참고 자료
- 봉업사명 청동북 - 국가유산청 국가유산포털